# Allophylus bullatus
Allophylus bullatus är en kinesträdsväxtart som beskrevs av Ludwig Radlkofer. Allophylus bullatus ingår i släktet Allophylus och familjen kinesträdsväxter. Inga underarter finns listade i Catalogue of Life.